# 피닉스 컨벤션 센터
피닉스 컨벤션 센터(영어: Phoenix Convention Center)는 미국 애리조나주 피닉스에 위치한 컨벤션 센터이다.
| NBA G 리그 올스타전 개최 경기장 |                           |                    |
| 2008년                          | 2009년 피닉스 컨벤션 센터 | 2010년             |
| 어네스트 엔 모리얼 컨벤션 센터  | 2009년 피닉스 컨벤션 센터 | 댈러스 컨벤션 센터 |
|                                 |                           |                    |
|                                 |                           |                    |